# Зряковская Гора
Зряковская Гора — деревня в Карамышевской волости Псковского района Псковской области России.
Расположена на левом берегу реки Кебь, в 5 км к северу от села Карамышево и в 28 км к востоку от центра города Пскова.
Численность населения деревни по состоянию на 2000 год составляла 29 человек.
До 1 января 2010 года деревня входила в состав ныне упразднённой Задорожской волости с центром в д. Лопатово.

## История
Среди записей одного из писцов изборного октоиха XIV в. (РГАДА, Тип-67) имеется следующая: «Поехати питъ въ Зряковици».
В Псковских летописях под 1455 годом описывается чудо в Зряковичах: «бысть знамение: от иконы святыа Богородици ис правого ока слеза изыде, в зряковцах, и превезоша в Псков августа 24». В Писцовых Книгах 1585-87 гг. говорится, что Погост Зряковский был центром Зряковской губы Мелетовской засады.
В 1935 году в селе велись съёмки фильма «Крестьяне».